# Сілеші Сігіне
Сілеші Сігіне  (амх. ስለሺ ስህነ, 29 березня 1983) — ефіопський легкоатлет, олімпійський медаліст.

## Виступи на Олімпіадах
| Олімпіада  | Дисципліна           | Місце |
| ---------- | -------------------- | ----- |
| Афіни 2004 | біг на 10 000 метрів | 2     |
| Пекін 2008 | біг на 10 000 метрів | 2     |